# Antonio Jonjić
Antonio Jonjić (* 2. August 1999 in Ludwigshafen am Rhein) ist ein deutsch-kroatischer Fußballspieler.

## Sportliche Laufbahn

### Jugendfußball
Jonjić wechselte als Jugendlicher vom SV Waldhof Mannheim zur TSG 1899 Hoffenheim und ging 2013 zum 1. FC Kaiserslautern. Dort spielte er in der Saison 2014/15 in der B-Junioren-Regionalliga und nach einem Aufstieg in der B-Junioren-Bundesliga 2015/16. Von 2016 bis 2018 spielte Jonjić mit der U-19-Mannschaft des FCK in der A-Junioren-Bundesliga. Dort gelang in der Saison 2016/17 die Vizemeisterschaft in der Staffel Süd/Südwest. 2018 erreichte das Team das Finale des DFB-Junioren-Vereinspokals (1:2 gegen den SC Freiburg).

### Herren-Fußball
Zur Saison 2018/19 rückte er in den Herrenbereich zur zweiten Mannschaft des FCK in der Oberliga Rheinland-Pfalz/Saar auf, wo er sich schnell als Stammspieler etablierte. Am 14. November 2018 kam Jonjić im Verbandspokal zu seinem ersten Pflichtspieleinsatz für die Profimannschaft. Am 26. Januar 2019 wurde er erstmals in einem Drittligaspiel eingesetzt, wurde gegen die SG Sonnenhof Großaspach eingewechselt. Nach dem 14. Spieltag der Saison 2019/20 wurde Jonjić unter Cheftrainer Boris Schommers gemeinsam mit Christoph Hemlein und Janek Sternberg aus dem Lizenzspielerkader gestrichen. Kaiserslautern befand sich zu diesem Zeitpunkt auf einem Abstiegsplatz und bereits seit dem 4. Spieltag im unteren Tabellendrittel.
Jonjić wechselte im Oktober 2020 zum deutschen Zweitligisten FC Erzgebirge Aue, mit denen er 2021 die Klasse hielt. Am Ende der Saison 2021/22 stieg er mit den Auern in die 3. Liga ab. Für den FC Erzgebirge absolvierte der Stürmer insgesamt 52 Zweit- und Drittliga-Partien, in denen er 11 Treffer erzielte.
Zur Saison 2023/24 wechselte Jonjić erneut in die 2. Bundesliga und unterschrieb beim Aufsteiger Wehen Wiesbaden einen Vertrag bis 2026. Für die Wiesbadener bestritt er elf Spiele und stieg mit der Mannschaft in die 3. Liga ab.
Ende August 2024 nahm ihn der F.C. Hansa Rostock, der wie sein Ex-Klub in der Vorsaison in die 3. Liga abgestiegen war, unter Vertrag. Nach 17 Einsätzen in der Saison 2024/25 lösten Jonjic und Hansa den Vertrag im August 2025 auf. Zuvor hatte Trainer Daniel Brinkmann erklärt, mit dem Stürmer nicht weiter zu planen.

## Erfolge
- Südwestpokal-Sieger: 2018/19, 2019/20 mit 1. FC Kaiserslautern
- Mecklenburg-Vorpommern-Pokalsieger: 2024/25 mit Hansa Rostock